# Roberta Floris
 (mai 2022).
Le contenu est difficilement compréhensible vu les erreurs de traduction, qui sont peut-être dues à l'utilisation d'un logiciel de traduction automatique.
Roberta Floris  née le 27 avril 1979 à Cagliari  est une journaliste, présentateur de télévision et ancien modèle italienne.

## Biographie
Roberta Floris est née le 27 avril 1979 à Cagliari dans Sardaigne (Italie), du père Giorgio Floris et de la mère Caterina Placco et est la troisième de trois filles: dont l'une s'appelle Rosanna,. À ne pas confondre avec le cousin homonyme, Roberta Floris (épouse de l'acteur Lorenzo Flaherty et fille du sénateur Emilio Floris), et toutes deux sont les petites-filles de l'homme politique et syndicaliste Mario Floris,.

## Carrière
Roberta Floris a fréquenté le lycée du Liceo classico Giovanni Maria Dettori à Cagliari,. En 1998 après avoir terminé ses études secondaires et obtenu un diplôme, il décide de s'inscrire en droit à la Faculté de droit de l'Université de Cagliari, obtenant son diplôme avec une thèse intitulée Un droit constitutionnel à une télévision de qualité,. Inscrite au registre des journalistes de Sardaigne dans la catégorie professionnelle, à partir du 19 juin 2014, elle devient journaliste professionnelle.
En 1997, elle a participé au concours de beauté Miss Italie,, où elle s'est classée quatrième,.
En 2008, après diverses expériences télévisuelles, il commence à travailler en Sardaigne comme journaliste sur TG1 pour la chaîne régionale Sardegna Uno, où il anime et prépare l'actualité; signature de prestations approfondies; il édite une chronique hebdomadaire et collabore à la réalisation des émissions d'information, d'économie et de politique du journal. En raison des résultats obtenus au cours de l'année, l'équipe éditoriale de Sardegna Live a décidé d'inclure Roberta parmi les candidats au Sardegna Live Award dans la catégorie Il Sardo de l'année 2018,.
En 2012, il s'installe à Rome, commence sa carrière nationale et commence à travailler pour un radiodiffuseur national privé, dans lequel il occupe le poste de chef du secteur institutionnel, s'occupant de l'espace d'information d'une chaîne numérique terrestre, s'occupant du domaine de l'impression et collaborer à l'organisation d'événements liés au monde des communications,,.
Plus tard, il participe au cours de formation pour journalistes professionnels, organisé par l'Ordre national. Il écrit des articles sur des questions socio-économiques, culturelles et touristiques, coordonne et anime des débats,.
En 2013, elle a été choisie pour diriger la présentation publique du Saint-Père, le pape François, à l'occasion de la visite pastorale en Sardaigne,. La même année, il a commencé à travailler à l'Autorité des garanties des communications, au sein du cabinet du commissaire aux infrastructures et aux réseaux, Antonio Preto.
En 2016, il a remporté le Pentapolis Award dans la catégorie Journalistes pour la durabilité. Le 19 septembre 2018, elle a été interviewée par Gigi Marzullo dans l'émission Sottovoce, diffusée sur Rai 1. En 2017 et 2018, elle a travaillé comme présentatrice et correspondante dans l’équipe éditoriale de TGCOM24. En 2018 et 2019, elle a animé TG4 diffusé sur Rete 4 et plus tard de 2019 à 2021, elle a dirigé Studio Aperto diffusé sur Italia 1,. En même temps , en plus de diriger le Studio Aperto, elle a également tenu le rôle de correspondante.
En 2018, après avoir rejoint News Mediaset, elle anime une chronique TG4 intitulée L'almanacco di Retequattro sur Rete 4, avec laquelle elle alterne chaque semaine avec Viviana Guglielmi. La rubrique proposait toute une série de services dédiés à l'alimentation, au bien-être, au climat, à l'art de vivre et aux potins,. Le 17 mai 2019, il a présenté la finale de la sixième édition de ContaminationLab, au théâtre Massimo de Cagliari,,. Le 30 juin de la même année, il crée un service pour L'arca di Noè, une chronique du TG5 diffusée tous les dimanches à 13h40 sur Canale 5,. Le 28 janvier 2020, il a animé le projet Caserme Verdi à Cagliari,.
À partir de 2020 elle est embauchée à la rédaction de TG5 à Rome (où elle avait déjà travaillé à la rédaction en 2015 et 2016), sous la direction de Clemente J. Mimum, où à partir de 2020 elle dirige le TG5 Prima Pagina puis à nouveau à partir de 2020, elle dirige l'édition de 8h00 de TG5, tandis qu'en 2022 il dirigeait l'édition de 13h00 du TG5 et avant cette dernière édition il dirigeait également l'édition Flash diffusée à 10h50. En plus de diriger l'actualité, elle tient également le rôle de correspondante. En 2021, il obtient le Prix Féminas dans la catégorie Communication,.
En 2022 pour célébrer les trente ans d'histoire de TG5, 15 janvier elle est interviewée avec ses collègues Simona Branchetti et Susanna Galeazzi, dans l'émission Verissimo diffusée sur Canale 5 sous la direction de Silvia Toffanin,. Le 28 mai de la même année, il a dirigé la cérémonie de remise des prix de la troisième édition du Prix Costa Smeralda,, au Palais des Congrès de Porto Cervo,. Le 13 août suivant, elle revient à Porto Cervo à l'occasion des célébrations des soixante ans de la Costa Smeralda,.

## Programmes de télévision
- Miss Italie (Rai 1, 1997)
- TG1 (Sardegna Uno, 2008-2012)
- TG33 (ABC, 2012)
- TG4 (Rete 4, 2018-2019)
- L'almanacco di Retequattro (Rete 4, 2018)
- Studio Aperto (Italia 1, 2019-2021)
- L'arca di Noè (Canale 5, 2019)
- TG5 (Canale 5, 2020-cadeau)
- TG5 Prima Pagina (Canale 5, 2020-cadeau)
- TG5 Flash (Canale 5, 2020-2022)

## Rédactions
- TG1 (Sardegna Uno, 2008-2012)
- TG33 (ABC, 2012)
- TGCOM24 (2017-2018)
- TG4 (Rete 4, 2018-2019)
- Studio Aperto (Italia 1, 2019-2021)
- TG5 (Canale 5, 2015-2016, 2020-cadeau)

## Remerciements
- 2016 : Pentapolis Award - Journalistes pour la durabilité
- 2018 : Sardegna Live Award - Le Sarde de l'année 2018
- 2021 : Prix Fèminas - Communication